# Silvia Della Monica
Silvia Della Monica (Napoli, 6 ottobre 1948) è un magistrato e politica italiana, nota per aver partecipato all'indagine del Mostro di Firenze.

## Biografia
Nata a Napoli, si è laureata in Giurisprudenza all'Università degli Studi di Napoli Federico II e poi è diventata pretore, svolgendo tale incarico a Carpi e a Pontassieve, dove si è occupata del caso del Mostro di Firenze come magistrato della S.A.M. (Squadra Anti-Mostro) della Procura della Repubblica di Firenze. Nel settembre 1985, a seguito dell'ultimo assassinio della serie omicida del Mostro, ricevette per posta un brandello del seno sinistro della vittima femminile, la francese Nadine Mauriot, in una busta anonima con l'indirizzo composto da lettere di giornali ritagliate.
Nel corso degli anni ha percorso, all'interno della magistratura, una discreta carriera, fino a diventare consigliere della Corte di cassazione.
Del 13 febbraio 2014 il provvedimento di sua nomina a vicepresidente della Commissione per le Adozioni Internazionali (CAI). Dal 30 aprile 2014 al 21 giugno 2016 è stata anche presidente della stessa CAI per delega del presidente del Consiglio dei Ministri Matteo Renzi (che ha in seguito revocato la delega e conferito l'incarico al Ministro per le riforme costituzionali e i rapporti con il Parlamento Maria Elena Boschi con il DPCM del 9/6/2016 in G.U. 143 del 21/6/2016). Dopo la scadenza del mandato triennale, avvenuta nel febbraio 2017, svolgeva a pieno titolo le sue funzioni di vicepresidente in regime di prorogatio. Continuava ad indagare nella delicata inchiesta penale da lei avviata nel maggio 2014, quando l'associazione amici dei bambini del fondatore e presidente Marco Griffini veniva censurata dal tribunale per minorenni di Reggio Calabria per «un ritardo negli interventi di tutela» in Bulgaria e successivamente emergevano gravi irregolarità nelle adozioni in Congo.
Nel giugno 2017 finisce al centro di una polemica quando, una volta terminato il suo mandato al CAI, viene scoperto che la casella di posta elettronica istituzionale, accessibile solo dalla Della Monica, non veniva letta da circa 10 mesi. La casella di posta aveva inoltre esaurito lo spazio di giacenza nell'agosto del 2016, perdendo di fatto un numero considerevole di email mai recapitate, nonostante l'obbligo di risposta entro 60 giorni.

### Attività politica
Alle elezioni politiche del 2008 viene candidata ed eletta al Senato della Repubblica tra le file del Partito Democratico, nella circoscrizione Toscana. Nel corso della XVI legislatura Italiana, ha fatto parte della II Commissione permanente Giustizia, della Commissione parlamentare antimafia e della Giunta per il Regolamento; è stata inoltre vicepresidente del Consiglio di garanzia.

## Nella cultura di massa
Nel 2009 Silvia Della Monica è stata impersonata dall'attrice Nicole Grimaudo nella serie televisiva Il mostro di Firenze.